# Bysjön (Högsjö socken, Ångermanland)
Bysjön är en sjö i Härnösands kommun i Ångermanland och ingår i Ångermanälven-Gådeåns kustområde. Sjön har en area på 0,309 kvadratkilometer och ligger 50,1 meter över havet. Sjön avvattnas av vattendraget Utansjöån (Svanabäcken).

## Delavrinningsområde
Bysjön ingår i det delavrinningsområde (696784-160188) som SMHI kallar för Utloppet av Bysjön. Medelhöjden är 70 meter över havet och ytan är 1,51 kvadratkilometer. Räknas de 22 avrinningsområdena uppströms in blir den ackumulerade arean 115,2 kvadratkilometer. Avrinningsområdets utflöde Utansjöån (Svanabäcken) mynnar i havet. Avrinningsområdet består mestadels av skog (16 procent), öppen mark (30 procent) och jordbruk (29 procent). Avrinningsområdet har 0,3 kvadratkilometer vattenytor vilket ger det en sjöprocent på 20 procent.